# Little Richard
Richard Wayne Penniman (n. 5 decembrie 1932, Georgia, SUA – d. 9 mai 2020, Tullahoma⁠(d), Tennessee, SUA), cunoscut sub numele de Little Richard, a fost un cântăreț și compozitor american, unul dintre primii muzicieni rock and roll.